# Юг (1939 – 1941)
„Юг“ (на сръбски: Jуг) е сръбски вестник, излизал в Скопие, Кралство Югославия, от 1 декември 1939 година до 1 февруари 1941 година. Вестникът е на Туристическия съюз на Вардарска бановина и излиза чети пъти годишно. Редактор е Влада Богданович.